# Cycle Carol Evans
Le Cycle Carol Evans est une série de romans policiers de  Jacques Sadoul parue entre 1981 et 1999.

## Le principe de la série
Carol Evans est une agente de la CIA, assez brutale, qui se trouve mêlée à des enquêtes crapuleuses par hasard, ou par son attirance pour les belles jeunes femmes que le destin lui fait rencontrer. Elle est en effet lesbienne, son tempérament la poussant à mépriser les hommes.
L'action se déroulant au moment de la date de parution (environ), la chute de l'Union soviétique la met au chômage, et la conduit à se poser des questions sur son conditionnement au sein de l'Agence.
Elle n'en reste pas moins dangereuse pour les méchants.

## Romans du cycle
(Classés par ordre de parution)
- L'Héritage Greenwood (1981)
- La Chute de la maison Spencer (1982)
- L’Inconnue de Las Vegas (1984)
- Doctor Jazz (1988)
- Yerba Buena (1992)
- Carol s'en va en guerre (1993) (coffret regroupant les 3 premiers tomes)
- A Christmas Carol (Un chant de Noël, un Noël de Carol) (1994)
- Trop de Détectives (1997)
- Le Homard fou (1998)
- Carré de dames (1999)